# リーマン予想

リーマンのゼータ関数 ζ(s) (s = 1/2 + ix) の実部（赤線）と虚部（青線）。最初の非自明な零点が に現れる。

臨界線(s = 1/2 + ix)上を移動する点の軌跡をゼータ関数によって変換したもの。この軌跡は繰り返し原点を通る曲線になる。

直線の実部を変化させたときゼータ関数が描く軌跡の変化。実部が 1/2 のときに上記と同じく軌跡は繰り返し原点を通る曲線になる。

数学においてリーマン予想（リーマンよそう、英: Riemann hypothesis, 独: Riemannsche Vermutung、略称:RH）は、リーマンゼータ関数の零点が、負の偶数と、実部が 1/2 の複素数に限られるという予想である。リーマン仮説とも。ドイツの数学者ベルンハルト・リーマン(1859)により提唱されたため、その名称が付いている。この名称は密接に関連した類似物に対しても使われ、例えば有限体上の曲線のリーマン予想がある。
リーマン予想は素数の分布についての結果を含んでいる。適切な一般化と合わせて、純粋数学において最も重要な未解決問題であると考える数学者もいる。リーマン予想は、ゴールドバッハの予想とともに、ヒルベルトの23の問題のリストのうちの第8問題の一部である。クレイ数学研究所のミレニアム懸賞問題の1つでもある。
リーマンゼータ関数 ζ(s) は 1 を除くすべての複素数 s で定義され、複素数の値をとる関数である。その零点（つまり、関数値が 0 となる s）のうち、負の偶数 s = −2, −4, −6, … はその自明な零点と呼ばれる。しかしながら、負の偶数以外の零点も存在し、非自明な零点と呼ばれる。リーマン予想はこの非自明な零点の位置についての主張である：
リーマンゼータ関数のすべての非自明な零点の実部は 1/2 である。
いいかえると、
リーマンゼータ関数のすべての非自明な零点は、複素数平面上の直線 1/2 + i t（t は実数）上にある。ここで i は虚数単位である。この直線を臨界線 (英語: critical line) という。
リーマン予想に関する非専門の本が何冊か存在する。

## 概要
リーマンは素数の分布に関する研究を行っている際にオイラーが研究していた以下の級数をゼータ関数と名づけ、解析接続を用いて複素数全体への拡張を行った。
ゼータ関数を次のように定義する（複素数 s の実部が 1 より大きいとき、この級数は絶対収束する）。
{\displaystyle \zeta (s)=\sum _{n=1}^{\infty }{\frac {1}{n^{s}}}=1+{\frac {1}{2^{s}}}+{\frac {1}{3^{s}}}+{\frac {1}{4^{s}}}+\cdots .}
1859年にリーマンは自身の論文の中で、複素数全体 (s ≠ 1) へゼータ関数を拡張した場合、
と予想した。ここに、自明な零点とは負の偶数 (−2, −4, −6, …) のことである。自明でない零点は 0 < Re s < 1 の範囲にしか存在しないことが知られており（下記の歴史を参照）、この範囲を臨界帯という。
なお素数定理はリーマン予想と同値な近似公式からの帰結であるが、素数定理自体はリーマン予想が真であるという仮定がなくとも証明できる。この注意は歴史的には重要なことで、実際リーマンがはっきりとは素数定理を証明できなかった理由はリーマン予想の正否にこだわっていたためであると思われている（素数分布とゼータ関数との関係は下記#素数の分布や、リーマンゼータ関数、素数定理、リーマンの素数公式の項を参照のこと）。
現在もリーマン予想は解決されていない。数学における最も重要な未解決問題の一つである。リーマンのゼータ関数を特殊な場合に含むL関数に対しても同様の予想を考えることができ、これを一般化されたリーマン予想（Generalised Riemann Hypothesis：GRHと略される）と呼んでいる。
最近では、虚部が小さい方から10兆個 (X. Gourdon and P. Demichel, 2004) までの複素零点はすべてリーマン予想を満たすことが計算されており、現在までにまだ反例は知られていない。現在では多くの数学者がリーマン予想は正しいと考えているようである。しかし無限にある零点からみれば有限に過ぎない10兆個程度の零点の例などは零点分布の真の姿を反映するには至らないとして、この計算結果に対して慎重な数学者もいる。歴史上有名な数学者の中でもリーマン予想を疑っている人物はいた。

## リーマンゼータ関数
リーマンゼータ関数は実部が 1 よりも大きい複素数 s に対して絶対収束無限級数
{\displaystyle \zeta (s)=\sum _{n=1}^{\infty }{\frac {1}{n^{s}}}={\frac {1}{1^{s}}}+{\frac {1}{2^{s}}}+{\frac {1}{3^{s}}}+\cdots }
によって定義される。レオンハルト・オイラー（リーマンの生まれる40年前に亡くなった）はこの級数がオイラー積
{\displaystyle \zeta (s)=\prod _{p:{\text{ prime}}}{\frac {1}{1-p^{-s}}}={\frac {1}{1-2^{-s}}}\cdot {\frac {1}{1-3^{-s}}}\cdot {\frac {1}{1-5^{-s}}}\cdot {\frac {1}{1-7^{-s}}}\cdots {\frac {1}{1-p^{-s}}}\cdots }
に等しいことを示した、ここで無限積はすべての素数 p を走り、再び実部が 1 より大きい複素数 s に対して収束する。オイラー積の収束は、どの因子も零点を持っていないから、ζ(s) がこの領域において零点を持たないことを示している。
リーマン予想はこの級数とオイラー積の収束領域の外側での零点について議論する。予想が意味をなすために、関数を解析接続して、すべての複素数 s に対して有効な定義を与える必要がある。これは以下のようにディリクレのエータ関数の言葉でゼータ関数を表すことによってできる。s の実部が 1 よりも大きければ、ゼータ関数は
{\displaystyle \left(1-{\frac {2}{2^{s}}}\right)\zeta (s)=\sum _{n=1}^{\infty }{\frac {(-1)^{n+1}}{n^{s}}}={\frac {1}{1^{s}}}-{\frac {1}{2^{s}}}+{\frac {1}{3^{s}}}-\cdots }
を満たす。しかしながら、右辺の級数は s の実部が 1 より大きいときだけでなく、より広く s の実部が正のときにいつでも収束する。したがって、この代わりの級数はゼータ関数を Re s > 1 からより大きい領域 Re s > 0 に、1 − 2/2s の零点を除いて、拡張する（en:ディリクレのエータ関数を参照）。ゼータ関数はこれらの除かれた値にも極限を取ることによって拡張でき、s = 1 における一位の極を除いて、正の実部を持つすべての s の値に対して有限値を与える。
帯 0 < Re s < 1 において、ゼータ関数は関数等式
{\displaystyle \zeta (s)=2^{s}\pi ^{s-1}\,\sin \left({\frac {\pi s}{2}}\right)\,\Gamma (1-s)\,\zeta (1-s)}
を満たす。すると残りのすべての零でない複素数 s に対して ζ(s) を、この方程式が帯の外側でも成り立つと仮定し、ζ(s) は s の実部が正でないときに方程式の右辺に等しいとすることで定義できる。s が負の偶数のとき、因子 sin(πs/2) が消えるから ζ(s) = 0 である。これらがゼータ関数の自明な零点である（s が正の偶数のときにはこの議論は適用しない、なぜならば正弦関数の零点はガンマ関数が負の整数の引数を取るからその極によって打ち消されるからである）。値 ζ(0) = −+1/2 は関数等式からは定まらないが、s が 0 に近づくときの ζ(s) の極限値である。関数等式はまた、ゼータ関数が自明な零点の他には実部が負の零点を持たないことも意味しており、したがってすべての非自明な零点は、s の実部が 0 と 1 の間の臨界帯 (critical strip) にある。

## 歴史
- 1859年、リーマンは論文「与えられた数より小さい素数の個数について」を発表し、その中でリーマン予想を提示した。リーマン自身はその証明を試みて成功しなかったことを認めているが中間的な結果としてゼータ関数の自明でない零点の実数部が 1/2 について対称であり、かつ 0 から 1 の間（境界を含む）にしか存在しないことを示していた。
- 1896年、ド・ラ・ヴァレ・プーサン（英語版）とアダマールが独立に素数定理を証明したが、それはゼータ関数の零点には実部が1のものが無いことを用いたものであった。よって自明でない零点の実数部の範囲は、境界である1を含まないところにまで狭められた。
- 1900年、パリで開かれた第2回国際数学者会議でヒルベルトは数学上の未解決の問題23題（ヒルベルトの23の問題）を提起した。そのなかで、リーマン予想は素数の分布に関する第8番目の問題として含まれている。
- 1914年、ハーディとリトルウッドは臨界線 Re s = 1/2 上には零点が無限に存在することを示した。ただし、それ以外の自明ではない零点が存在するという可能性は排除できていない。
- 1972年、ヒュー・モンゴメリーと物理学者フリーマン・ダイソンが、ゼータ関数上の零点の間隔の分布の式が、あるモデルによる原子核のエネルギー間隔の分布を表す式に一致することを示し、素数分布と核物理現象との関連性が示唆された。これ以降は数理物理学者も加わってリーマン予想の研究が活発化する。
- 1996年、シアトルで第一回世界リーマン予想会議が開催される。この中でアラン・コンヌが素数問題と非可換幾何との関係性を示した。
- 2000年、クレイ数学研究所はリーマン予想の証明を含む数学の未解決問題7問に対してそれぞれ100万ドルの賞金を懸けた（ミレニアム懸賞問題）。

なお、リーマン予想を解決したと主張する論文やレポートは時々現われるが、解決に到達したと認められたものは（2025年1月の段階では）まだ一つも無い。

## 帰結
リーマン予想の仮定の下で真である命題や、リーマン予想と同値である命題が、多く知られている。

### 同値な命題
以下の各命題は、リーマン予想と同値である。
- ある定数 C が存在して、十分大きな任意の x に対し、

{\displaystyle |\pi (x)-\operatorname {li} (x)|\leq C{\sqrt {x}}\,\log x}
が成り立つこと。ここに li x は対数積分を表す。これは
{\displaystyle \pi (x)=\operatorname {li} (x)+O(x^{{\frac {1}{2}}+\epsilon })}
と表現しても同じことである。ただし、O はランダウの記号である。
- 任意の自然数 n に対して

{\displaystyle \sigma (n)\leq H_{n}+e^{H_{n}}\log H_{n}}
が成り立つこと。ここに Hn は n 番目の調和数、すなわち
{\displaystyle H_{n}=\sum _{k=1}^{n}{\frac {1}{k}}}
で定義される有理数である。

### 素数の分布
リーマンの素数公式(リーマンの明示公式)は、与えられた数よりも小さい素数の個数を、リーマンのゼータ関数の零点全てに渡る無限和により表すものであり、予想される位置の周りでの素数の振動の大きさがゼータ関数の零点の実部によって制御されることを述べている。特に、素数定理における誤差項は、零点の位置に密接に関係している。例えば、β が零点の実部の上界であれば、差 π(x) − Li(x) は error bound O(xβ log(x)) を持つ。1/2 ≤ β ≤ 1 であることが既に知られている。
Von Koch (1901) はリーマン予想が素数定理の誤差に対する「最良の」上界を導くことを示した。Schoenfeld (1976) による，Koch の結果の正確なバージョンによれば、リーマン予想からは
{\displaystyle |\pi (x)-\operatorname {Li} (x)|<{\frac {1}{8\pi }}{\sqrt {x}}\,\log(x),\qquad {\text{for all }}x\geq 2657}
が従う、ただし π(x) は素数計数関数であり、log(x) は x の自然対数である。
Schoenfeld (1976) はまた、リーマン予想から
{\displaystyle |\psi (x)-x|<{\frac {1}{8\pi }}{\sqrt {x}}\,\log ^{2}(x),\qquad {\text{for all }}x\geq 73.2}
が従うことを示した。ここで ψ(x) は 第二チェビシェフ関数である。
Dudek (2014) はリーマン予想から次のことが従うことを示した：任意の x ≥ 2 に対して、ある素数 p が存在して、
{\displaystyle x-{\frac {4}{\pi }}{\sqrt {x}}\,\log x<p\leq x}
が成り立つ。これはクラメルの定理の明示的なバージョンである。

### 数論的関数の増大
リーマン予想は、上記の素数計数関数に加えて、他の多くの数論的関数の増大に関する強い上界も導く。
1つの例はメビウス関数 μ に関するものである。等式
{\displaystyle {\frac {1}{\zeta (s)}}=\sum _{n=1}^{\infty }{\frac {\mu (n)}{n^{s}}}}
が、実部が 1/2 よりも大きいすべての s に対して右辺の和が収束して成り立つという主張は、リーマン予想と同値である。このことから次のことも結論できる：Mertens 関数を
{\displaystyle M(x)=\sum _{n\leq x}\mu (n)}
によって定義すると、すべての ε > 0 に対して
{\displaystyle M(x)=O(x^{{\frac {1}{2}}+\varepsilon })}
が成り立つという主張は、リーマン予想と同値である（これらの記号の意味については、ランダウの記法を参照）。order n の Redheffer 行列の行列式は M(n) に等しいので、リーマン予想はこれらの行列式の増大に関する条件としても述べることができる。リーマン予想は M の増大度についてかなりきつい制限を与える、というのも Odlyzko & te Riele (1985) がわずかに強い Mertens 予想
{\displaystyle |M(x)|\leq {\sqrt {x}}}
を反証したからである．
リーマン予想は μ(n) の他の数論的関数の増大率についての多くの予想とも同値である。典型的な例は次の Robin の定理 (Robin 1984) である：σ(n) を
{\displaystyle \sigma (n)=\sum _{d\mid n}d}
で与えられる約数関数とすると、
{\displaystyle \sigma (n)<e^{\gamma }n\log \log n}
がすべての n > 5040 に対して成り立つことと、リーマン予想が真であることが同値である。ここで γ は Euler–Mascheroni 定数である。
別の例は Jérôme Franel によって発見され、ランダウによって拡張された。リーマン予想は Farey 数列の項がかなり規則的であることを示すいくつかの主張と同値である。1つのそのような同値は以下のようである：Fn を 1/n で始まり 1/1 までの order n の Farey 数列とすると、すべての ε > 0 に対して
{\displaystyle \sum _{i=1}^{m}\left|F_{n}(i)-{\frac {i}{m}}\right|=O\left(n^{{\frac {1}{2}}+\varepsilon }\right)}
が成り立つという主張は、リーマン予想と同値である。ここで
{\displaystyle m=\sum _{i=1}^{n}\phi (i)}
は order n の Farey 数列における項の数である。
群論からの例として、g(n) を ランダウの関数とする、つまり n 次の対称群 Sn の元の最大位数とする。Massias, Nicolas & Robin (1988) はリーマン予想が十分大きい全ての n に対する上界
{\displaystyle \log g(n)<{\sqrt {\operatorname {Li} ^{-1}(n)}}}
と同値であることを示した．

### リンデレーフ予想とゼータ関数の増大
リーマン予想は様々なより弱い結果も導く。その1つは リンデレーフ予想である。これは臨界線上のゼータ関数の増大率に関する予想で、任意の ε > 0 に対して、{\displaystyle t\rightarrow \infty } のとき
{\displaystyle \zeta \left({\frac {1}{2}}+it\right)=O(t^{\varepsilon })}
が成り立つというものである。
リーマン予想はまた、臨界帯の他の領域におけるゼータ関数の増大率に対するかなり鋭い上界も与える。例えば、
{\displaystyle e^{\gamma }\leq \limsup _{t\rightarrow +\infty }{\frac {|\zeta (1+it)|}{\log(\log t)}}\leq 2e^{\gamma }}
{\displaystyle {\frac {6}{\pi ^{2}}}e^{\gamma }\leq \limsup _{t\rightarrow +\infty }{\frac {1}{\log(\log t)\cdot |\zeta (1+it)|}}\leq {\frac {12}{\pi ^{2}}}e^{\gamma }}
を与えるので、ζ(1 + it) とその逆数の増大率は2倍の違いを除いて分かることになる。

### 素数の間隔が大きいことの予想
素数定理は平均的に素数 p とその次の素数の間の間隔が log p であることを意味する。しかしながら、素数間の間隔には平均よりもはるかに大きいものもある。クラメルはリーマン予想を仮定してすべての間隔が O(√p log p) であることを示した。これは、リーマン予想を用いて証明できる最もよい上界でさえ、正しいと思われるものよりも遥かに弱い場合である。すなわち、クラメルの予想はすべての間隔が O((log p)2) であることを意味しており、これは平均間隔よりは大きいが、リーマン予想から導かれる上界よりは遥かに小さいのである．数値計算はクラメルの予想を支持している。

### リーマン予想に同値な主張
リーマン予想に同値な多くの主張が発見されているが、これまでのところそれらがリーマン予想を証明する（あるいは反証する）のに大きな進展をもたらしたことはない。いくつかの典型的な例は以下のようである。（他に約数関数 σ(n) に関するものがある。）
Riesz の判定法は Riesz (1916) によって与えられた、以下の主張である：
{\displaystyle -\sum _{k=1}^{\infty }{\frac {(-x)^{k}}{(k-1)!\zeta (2k)}}=O\left(x^{{\frac {1}{4}}+\varepsilon }\right)}
がすべての ε > 0 に対して成り立つこととリーマン予想が成り立つことは同値である。
Nyman (1950) はリーマン予想が真であることと次が同値であることを示した：
{\displaystyle f(x)=\sum _{\nu =1}^{n}c_{\nu }\rho \left({\frac {\theta _{\nu }}{x}}\right)}
の形の関数全体のなす空間、ただし ρ(z) は z の小数部分で、0 ≤ θν ≤ 1 で、
{\displaystyle \sum _{\nu =1}^{n}c_{\nu }\theta _{\nu }=0,}
は、単位区間上の二乗可積分関数全体のなすヒルベルト空間 L2(0, 1) において稠密である。Beurling (1955) はこれを次を示すことで拡張した：ゼータ関数が実部が 1/p よりも大きい零点を持たないこととこの関数空間が Lp(0, 1) において稠密であることは同値である。
Salem (1953) はリーマン予想が真であることと次が同値であることを示した：積分方程式
{\displaystyle \int _{0}^{\infty }{\frac {z^{-\sigma -1}\phi (z)}{e^{\frac {x}{z}}+1}}\,dz=0}
は 1/2 < σ < 1 に対して非自明な有界な解 φ を持たない。
Weil の判定法はある関数の正値性がリーマン予想と同値であるという主張である．関連するのは Li の判定法で，ある数列の正値性がリーマン予想と同値であるという主張である。
Speiser (1934) はリーマン予想が次の主張と同値であることを証明した：ζ(s) の導関数 ζ′(s) は帯
{\displaystyle 0<\Re (s)<{\frac {1}{2}}}
に零点を持たない。ζ(s) が臨界線上に1位の零点しか持たないことはその導関数が臨界線上に零点を持たないことと同値である。

### 一般リーマン予想の帰結
いくつかの応用は ディリクレの L 級数や数体のゼータ関数のために、普通のリーマン予想ではなくてより一般リーマン予想を用いる。リーマンゼータ関数の多くの基本的な性質はすべてのディレクレ L関数に容易に一般化できるので、リーマンゼータ関数に対するリーマン予想を証明する手法がディレクレ L関数に対する一般リーマン予想に対してもうまく使えるというのはもっともらしい。一般リーマン予想を仮定することで始めて証明されたいくつかの結果は、後に予想の仮定を用いない証明が与えられたが、それらはたいてい予想を仮定して証明するのに比べて遙かに難しい。以下のリストにある結果の多くは Conrad (2010) から取られている。
- 1913年、グロンウォールは一般リーマン予想が類数1の虚二次体の Gauss のリストが完全であることを導くことを示した。しかし後に、Baker、Stark および Heegner は、一般リーマン予想を仮定せずに証明を与えた。
- 1917年、ハーディとリトルウッドは、一般リーマン予想は

{\displaystyle \lim _{x\to 1^{-}}\sum _{p>2}(-1)^{(p+1)/2}x^{p}=+\infty }
という Chebyshev による予想を導くことを示した。この予想はある意味で、4 を法として 3 に合同な素数は 1 に合同なものよりも多いということを言っている。
- 1923年、ハーディとリトルウッドは、一般リーマン予想は奇数に対するゴールドバッハ予想の弱い形、すなわち十分大きい任意の奇数は3つの素数の和であることを導くことを示したが、1937年、Vinogradov は無条件下での証明を与えた。1997年、Deshouillers（英語版）, Effinger, te Riele, および Zinoviev は、一般リーマン予想は5よりも大きい任意の奇数は3つの素数の和であることを導くことを示した。
- 1934年、Chowla は、一般リーマン予想は次を導くことを示した：等差数列 a mod m の最初の素数はある固定された定数 K に対して高々 Km2log(m)2 である。
- 1967年、Hooley は一般リーマン予想が原始根に関する Artin の予想（英語版）を導くことを示した。
- 1973年、Weinberger は一般リーマン予想が idoneal 数（英語版）の Euler のリストが完全であることを導くことを示した。
- Weinberger (1973) は、すべての代数体のゼータ関数に対する一般リーマン予想が次を導くことを示した：類数 1 の任意の数体は、ユークリッド整域であるか、あるいは判別式が −19, −43, −67, あるいは −163 の虚二次体である。
- 1976年、G. Miller は一般リーマン予想が次を導くことを示した：数が素数であるかどうかをミラー判定法によって多項式時間で判定できる。2002年，Manindra Agrawal, Neeraj Kayal および Nitin Saxena は、一般リーマン予想の仮定を用いない彼らのAKS素数判定法で素数判定が多項式時間できることを示した。
- Odlyzko (1990) は、一般リーマン予想を数体の判別式と類数のより鋭い評価を与えるためにどのように使うことができるかを議論した。
- Ono & Soundararajan (1997) は一般リーマン予想が次を導くことを示した：Ramanujan の整二次形式（英語版） x2 + y2 + 10z2 は、ちょうど18個の例外を除いて、それが局所的に表すすべての整数を表す。

### 排中律
リーマン予想のいくつかの帰結はその否定の帰結でもあり、したがって定理である。(Ireland & Rosen 1990, p. 359) は，Heilbronnの類数定理の彼らの議論において、次のように言っている：

| The method of proof here is truly amazing. If the generalized Riemann hypothesis is true, then the theorem is true. If the generalized Riemann hypothesis is false, then the theorem is true. Thus, the theorem is true!! | ここでの証明の手法は本当にすごい．一般リーマン予想が正しいならば，定理は正しい．一般リーマン予想が間違いならば，定理は正しい．したがって，定理は正しい!! |
| —punctuation in original | |

一般リーマン予想が偽であるということによって何が意味されるかを理解するのに注意を払うべきである：ちょうどどのクラスのディレクレ級数が反例を持っているのか特定すべきである。
このような論法は無理数の無理数乗で表される有理数が少なくとも１つ存在すること（京都大学入試問題）の証明やワイルズによるフェルマーの最終定理の証明などにも見られる（ワイルズの3-5トリック）。

#### リトルウッドの定理
リトルウッドの定理は素数定理における誤差項の符号に関するものである。すべての x ≤ 1023 に対して π(x) < Li(x) であることが計算されており、π(x) > Li(x) であるような x の値は知られていない。この表を参照。
1914年、リトルウッドは次のことを証明した：
{\displaystyle \pi (x)>\operatorname {Li} (x)+{\frac {1}{3}}{\frac {\sqrt {x}}{\log x}}\log(\log(\log x))}
となるような任意に大きい x の値が存在し、
{\displaystyle \pi (x)<\operatorname {Li} (x)-{\frac {1}{3}}{\frac {\sqrt {x}}{\log x}}\log(\log(\log x))}
となるような任意に大きい x の値も存在する。したがって、差 π(x) − Li(x) は無限回符号を変える。Skewes 数は最初の符号変化に対応する x の値の評価である．
リトルウッドの証明は2つの部分からなっている。リーマン予想を偽と仮定する部分（Ingham 1932, Chapt. V の約半ページ）と、リーマン予想を真と仮定する部分（約12ページ）である。

#### ガウスの類数予想
ガウスの類数予想は，与えられた類数を持つ虚二次体は有限個しかないという（ガウスの Disquisitiones Arithmeticae の article 303 において最初に述べられた）予想である．それを示す1つの方法は、判別式 {\displaystyle D\rightarrow -\infty } のとき類数 {\displaystyle h(D)\rightarrow \infty } となることを示すことである。
リーマン予想に関わる以下の定理は Ireland & Rosen 1990, pp. 358–361 に記されている：
定理 (Hecke; 1918). D < 0 を虚二次体 K の判別式とする。すべての虚二次ディレクレ指標の L 関数に対する一般リーマン予想を仮定する。このとき
{\displaystyle h(D)>C{\frac {\sqrt {|D|}}{\log |D|}}}
となるような絶対的な定数 C が存在する。
定理 (Deuring; 1933). リーマン予想が偽ならば，|D| が十分大きいとき h(D) > 1 である．
定理 (Mordell; 1934). リーマン予想が偽ならば、{\displaystyle D\rightarrow -\infty }のとき {\displaystyle h(D)\rightarrow \infty } である。
定理 (Heilbronn; 1934). 一般 Riemann 予想がある虚二次 ディレクレ指標の L 関数に対して偽ならば、{\displaystyle D\rightarrow -\infty } のとき {\displaystyle h(D)\rightarrow \infty } である。
（Hecke と Heilbronn の仕事において、現れる L 関数は虚二次指標に付随するものだけであり、それは一般リーマン予想が真であるあるいは一般リーマン予想が偽であることが意図されているのはそれらの L 関数に対してのみである。ある三次のディレクレ指標の L 関数に対して一般 リーマン予想が成り立たなければ、一般リーマン予想は成り立たないが、これは Heilbronn が考えていたような一般リーマン予想の不成立ではなく、したがって彼の仮定は単に一般リーマン予想が偽であるというものよりも限定されていた。）
1935年、Carl Siegel はリーマン予想や一般リーマン予想を全く用いずに結果を強化した。

#### Growth of Euler's totient
1983年、J. L. Nicolas は、無限個の n に対して
{\displaystyle \varphi (n)<e^{-\gamma }{\frac {n}{\log(\log n)}}}
であることを示した (Ribenboim 1996, p. 320)。ただし φ(n) は Euler のトーシェント関数で，γ は Euler の定数である。
Ribenboim は次のように注意している：

| The method of proof is interesting, in that the inequality is shown first under the assumption that the Riemann hypothesis is true, secondly under the contrary assumption. | 証明の手法は次の点で面白い：不等式は初めリーマン予想が正しいという仮定のもとで示され、次に反対の仮定のもとで示される。 |

## 一般化と類似物

### ディリクレの L 級数と他の代数体
リーマンのゼータ関数を、形式的には似ているがはるかに一般的な大域的 L-関数に置き換えることによって、リーマン予想を一般化することができる。このより広い設定において、大域的 L-関数の非自明な零点の実部が 1/2 であると期待される。リーマンのゼータ関数のみに対する古典的なリーマン予想よりもむしろ、これらの一般化されたリーマン予想が、数学におけるリーマン予想の真の重要性の理由である。
一般化されたリーマン予想 (generalized Riemann hypothesis) は、リーマン予想を全てのディリクレの L-関数へ拡張したものである。とくにこの予想は、ジーゲルの零点（1/2 と 1 の間にある L 関数の零点）が存在しないという予想を含んでいる。
拡張されたリーマン予想 (extended Riemann hypothesis) は、リーマン予想を代数体の全てのデデキントゼータ関数へと拡張したものである。有理数体のアーベル拡大に対する拡張されたリーマン予想は、一般化されたリーマン予想と同値である。リーマン予想は代数体のヘッケ指標の L-関数へ拡張することもできる。
大リーマン予想 (grand Riemann hypothesis) は、全ての保型形式のゼータ関数（例えばヘッケ固有形式のメリン変換）へ拡張したものである。

## 種々の結果
リーマン予想を証明したと発表した数学者もいるが、正しい解答として受け入れられたものは2019年9月現在存在しない。Watkins (2007) はいくつかの正しくない解答をリストしており、より多くの正しくない解答は頻繁に発表されている。
例えば2004年には、ルイ・ド・ブランジュが証明に成功したと発表したが後に否定された。2018年には、マイケル・アティヤが微細構造定数の導出の副産物としてリーマン予想を証明したと発表したが、多くの専門家は懐疑的に見ている。この論文は王立協会が発行する科学誌に投稿され、専門家らにより検証が進められていたものの、発表から数ヶ月を経て著者は死去、論文は撤回となった。

### 作用素理論
ヒルベルトとポリヤはリーマン予想を導出する1つの方法は自己共役作用素を見つけることであると提案した。その存在から ζ(s) の零点の実部に関する例の主張が、実固有値に主張を適用すると従うのである。このアイデアのいくつかの根拠は、零点がある作用素の固有値に対応するリーマンゼータ関数のいくつかの類似から来る：有限体上の多様体のゼータ関数の零点はエタールコホモロジー群上のフロベニウス元の固有値に対応し、セルバーグゼータ関数の零点はリーマン面のラプラス作用素の固有値であり、p 進ゼータ関数の零点はイデール類群へのガロワ作用の固有ベクトルに対応する。
Odlyzko (1987) は、リーマンゼータ関数の零点の分布はガウスのユニタリアンサンブルから来るランダム行列の固有値といくつかの統計学的性質を共有していることを示した。これはヒルベルト–ポリヤ予想にいくらかの根拠を与える。
1999年、マイケル・ベリーとジョナサン・キーティングは古典ハミルトニアン H = xp のある未知の量子化 {\displaystyle {\hat {H}}} が存在して、以下を満たすと予想した。
{\displaystyle \zeta \left({\frac {1}{2}}+i{\hat {H}}\right)=0,}
あるいはさらに強く、リーマンの零点が作用素 {\displaystyle {\frac {1}{2}}+i{\hat {H}}} のスペクトルと一致する。これは正準量子化と対照的である。正準量子化はハイゼンベルクの不確定性原理 {\displaystyle [x,p]={\frac {1}{2}}} を導き、量子調和振動子のスペクトルとして自然数が得られる。重要な点は、ハミルトニアンは量子化がヒルベルト–ポリヤプログラムの実現であるように自己共役作用素であるべきことである。この量子力学の問題との関連で、ベリーとコンヌは以下を提案した。ハミルトニアンのポテンシャルの逆は関数
{\displaystyle N(s)={\frac {1}{\pi }}\operatorname {Arg} \xi \left({\frac {1}{2}}+i{\sqrt {s}}\right)}
の半微分と関連があり、ベリー–コンヌのアプローチでは
{\displaystyle V^{-1}(x)={\sqrt {4\pi }}{\frac {d^{\frac {1}{2}}N(x)}{dx^{\frac {1}{2}}}}}
(Connes 1999). これは次のようなハミルトニアンを生み出す。固有値がリーマンの零点の虚部の平方であり、またこのハミルトニアン作用素の汎関数行列式はリーマンのクシー関数である。実はリーマンのクシー関数はコンヌらによって証明されたように汎関数行列式（アダマール積）
{\displaystyle \det \left(H+{\frac {1}{4}}+s(s-1)\right)}
の定数倍であり、このアプローチでは
{\displaystyle {\frac {\xi (s)}{\xi (0)}}={\frac {\det \left(H+s(s-1)+{\frac {1}{4}}\right)}{\det \left(H+{\frac {1}{4}}\right)}}.}
有限体上のリーマン予想との類似は、零点と対応する固有ベクトルを含むヒルベルト空間は整数のスペクトル Spec(Z) のある種の1次コホモロジー群かもしれないと示唆する。Deninger (1998) はそのようなコホモロジー論を見つける試みのいくつかを記述した (Leichtnam 2005)。
Zagier (1981) はラプラス作用素の下でリーマンゼータ関数の零点に対応する固有値をもつ上半平面上の不変関数の自然な空間を構成した。そして、この空間上の適切な正定値内積の存在を示すというありそうもないイベントにおいてリーマン予想が従うことを注意した。Cartier (1982) は関連した例を議論した。奇妙なバグによってコンピュータープログラムが同じラプラス作用素の固有値としてリーマンゼータ関数の零点をリストするのである。
Schumayer & Hutchinson (2011) はリーマンゼータ関数に関連した適切な物理模型を構成する試みのいくつかをサーベイした。

### リー–ヤンの定理
リー・ヤンの定理は、統計力学におけるある分割関数の零点がすべて実部 0 の「臨界線」上に乗っていると述べており、これはリーマン予想との関係についての推測をもたらした (Knauf 1999)。

### トゥランの結果
Pál Turán (1948) は次のことを示した。関数
{\displaystyle \sum _{n=1}^{N}n^{-s}}
が s の実部が 1 よりも大きいときに零点をもたないならば、
{\displaystyle T(x)=\sum _{n\leq x}{\frac {\lambda (n)}{n}}\geq 0{\text{ for }}x>0}
となる。ここで λ(n) はリュービル関数で、n が r 個の素因子をもつとき (−1)r によって与えられる。彼はこのことからリーマン予想が真であることが導かれると示した。しかしながら、Haselgrove (1958) は T(x) は無限個の x で負であること示し（また密接に関連したポリア予想も反証し）、Borwein, Ferguson & Mossinghoff (2008) は最小のそのような x は 72185376951205 であることを示した。Spira (1968) は数値計算によって、上の有限ディリクレ級数が N = 19 のときに実部が 1 よりも大きい零点をもつことを示した。トゥランはまた、いくぶん弱い仮定、すなわち上の有限ディリクレ級数で大きい N に対して実部が 1+N -+1/2+ε よりも大きい零点が存在しないことが、リーマン予想を導くことを示したが、Montgomery (1983) はすべての十分大きい N に対してこれらの級数は実部が 1 + log (log N)/4 log N よりも大きい零点をもつことを示した。したがって、トゥランの結果は空虚な真であって、リーマン予想の証明のためには使えない。

### 非可換幾何学
Connes (1999, 2000) はリーマン予想と非可換幾何学の間の関係を記述し、アデール類空間へのイデール類群の作用に対するセルバーグ跡公式の適切な類似があればリーマン予想が従うことを示した。これらのアイデアのいくつかは Lapidus (2008) に詳細に述べられている。

### 整関数のヒルベルト空間
Louis de Branges (1992) はリーマン予想がある整関数のヒルベルト空間上の正性条件から従うことを示した。しかしながら、Conrey & Li (2000) は必要な正性条件が満たされないことを示した。この障害にもかかわらず、ド・ブランジュは同じ方針でリーマン予想を証明しようと取り組み続けたが、他の数学者から広く受け入れられていない (Sarnak 2005)。

### 準結晶
リーマン予想はゼータ関数の零点が準結晶をなすことを意味する、つまり discrete support をもつ distribution でありそのフーリエ変換も discrete support をもつ。Dyson (2009) は1次元の準結晶を分類する、あるいは少なくとも研究することによって、リーマン予想を証明しようとすることを提案した。

### 数体上の楕円曲線のモデルの数論的ゼータ関数
幾何次元 1、例えば代数体、から、幾何次元 2、例えば数体上の楕円曲線の regular model, に行った時、モデルの数論的ゼータ函数に対する一般リーマン予想の2次元部分はゼータ関数の極を扱う。次元1ではテイト論文におけるゼータ積分の研究はリーマン予想に関して新しい重要な情報を導かなかった。これに対し、次元 2 ではテイト論文の2次元の一般化に関するイヴァン・フェセンコの研究はゼータ関数に密接に関係するゼータ積分の積分表現を含む。次元 1 では可能ではなかったこの新しい状況において、ゼータ関数の極はゼータ積分と付随するアデール群を通して研究することができる。ゼータ積分に伴う boundary function の四次導関数の正性に関する  Fesenko (2010) の関連した予想は一般リーマン予想の極部分を本質的に含む。Suzuki (2011) はある技術的仮定と合わせて後者がフェセンコの予想を導くことを示した。

### 多重ゼータ関数
有限体上のリーマン予想のドリーニュの証明は、もとのゼータ関数の零点の実部を制限するために、零点と極がもとのゼータ関数の零点と極の和に対応する、積多様体のゼータ関数を用いた。アナロジーによって、Kurokawa (1992) は零点と極がリーマンゼータ関数の零点と極の和に対応する多重ゼータ関数を導入した。級数を収束させるため彼はすべて非負の虚部をもつ零点や極の和に制限した。今のところ、多重ゼータ関数の零点と極について知られている制限はリーマンゼータ関数の零点に対して有用な評価を与えるほど強くない。

## 零点の位置

### 零点の個数
関数等式を偏角の原理と合わせて考えれば虚部が 0 と T の間にあるゼータ関数の零点の個数は s = 1/2 + iT に対して次で与えられる：
{\displaystyle N(T)={\frac {1}{\pi }}\mathop {\mathrm {Arg} } (\xi (s))={\frac {1}{\pi }}\operatorname {Arg} \left(\Gamma \left({\frac {s}{2}}\right)\pi ^{-{\frac {s}{2}}}\zeta (s){\frac {s(s-1)}{2}}\right).}
ここに偏角は、偏角 0 の ∞ + iT から出発し、直線 Im s =T に沿って連続的に変化させることで定義される。これは大きいがよく分かっている項
{\displaystyle {\frac {1}{\pi }}\operatorname {Arg} \left(\Gamma \left({\frac {s}{2}}\right)\pi ^{-{\frac {s}{2}}}{\frac {s(s-1)}{2}}\right)={\frac {T}{2\pi }}\log {\frac {T}{2\pi }}-{\frac {T}{2\pi }}+{\frac {7}{8}}+O\left({\frac {1}{T}}\right)}
と小さいがよく分かっていない項
{\displaystyle S(T)={\frac {1}{\pi }}\operatorname {Arg} \left(\zeta \left({\frac {1}{2}}+iT\right)\right)=O(\log T)}
の和である。なので虚部が T の近くの零点の密度は約 log T/2π であり、関数 S はこれとの小さな差を記述する。関数 S(t) はゼータ関数の各零点において 1 飛び、t ≥ 8 に対しては零点の間で導関数がおよそ −log t で単調に減少する。

## 零点の存在
Hardy (1914) と Hardy & Littlewood (1921) は、ゼータ関数に関連したある関数のモーメントを考えることによって、臨界線上には零点が無限個存在することを証明した。Selberg (1942) は、少なくとも（小さい）正の割合の零点は臨界帯上にあることを証明した。Levinson (1974) は、ゼータ関数の零点をゼータ関数の導関数の零点と関連付けることで、それを 1/3 に改善し、Conrey (1989) はさらに 2/5 に改善した。

## 真偽の議論
リーマン予想に関する数学の論文は、それが真であるかどうか注意深く明言しない傾向にある。Riemann (1859) や Bombieri (2000) のように、意見を述べる人の大半は、リーマン予想は正しいと予想（あるいは少なくとも期待）している。これについて深刻に疑問を呈することを表明する人は少なく、その中には Ivić (2008) や Littlewood (1962) がいる。Ivić は懐疑的に考えている理由を並べている。また Littlewood は、誤りであると信じており、正しいという何らの証拠がない、正しいことを示す想像できる理由も全く存在しない、ときっぱり述べている。サーベイの論文 (Bombieri 2000, Conrey 2003, Sarnak 2008) の共通認識としては、リーマン予想が正しいという証拠は、強いが圧倒的ではないので、おそらく正しいであろうが、これを疑問視するのも妥当であるとしている。